# Епсомське дербі (Жеріко)

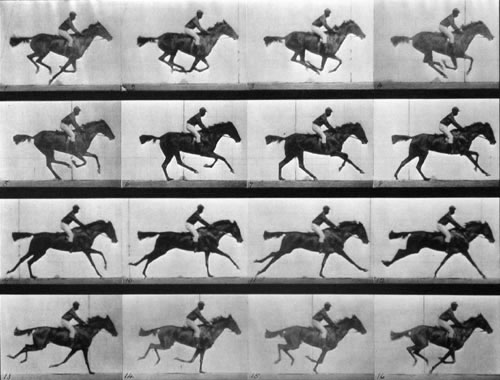
Хронофотографія Едварда Майбріджа

«Епсомське дербі» (фр. Le Derby d'Epsom, або фр. Le derby de 1821 à Epsom, MI 708) — картина французького художника Теодора Жеріко, створена 1821 року. Зараз картина зберігається в Луврі.

## Історія
Французький художник Теодор Жеріко дуже захоплювався кіньми й присвятив їм чимало полотен. Якийсь час він працював в імператорських стайнях і мав нагоду спостерігати за цими тваринами, тоді він створив цілу серію «портретів» коней.
Проте дана картина не пов'язана з цією серією кінських портретів, тут розкривається «кінна» тема, до якої Жеріко вже звертався в картинах «Офіцер кінних єгерів імператорської гвардії, що йде в атаку» (1812) або «Перегони коней у Римі» (1819).
Під час поїздки до Лондона 1820 року, Жеріко засвоїв місцевий колорит та зазнав певного впливу пейзажів Джона Констебла й так званого «спортивного живопису» («sporting paintings»). Живопис Констебла і спорт стане модним у Франції лише через кілька років. Так 1824 року в паризькому Салоні було виставлено твори Джона Констебла. А 1828 року газета le Journal des Haras вперше вжила у Франції англійське слово «спорт».
Картина «Епсомське дербі» — одна з небагатьох, створених Жеріко в Англії, де він працював переважно в техніці літографії. Картину було намальовано на замовлення англійського торговця кіньми Адама Елмора. Музей Лувр придбав її 1866 року..

## Опис
Картина насамперед привертає увагу контрастом між надзвичайною увагою до деталей та цілком нереалістичним рухом коней, які ніби летять над травою. Картина чудово демонструє намагання Жеріко та й інших художників XIX століття дослідити й передати на полотні рух та об'єкти в русі. Точні дослідження руху коня проведено за допомогою так званої хронофотографії дещо пізніше, а саме 1870 року. Тоді Етьєн-Жуль Маре та Едвард Майбрідж дослідили, що коні під час бігу ніколи не відриваються від землі, випростуючи водночас усі чотири ноги.